# Xingshunxi
Xingshunxi (kinesiska: 兴顺西, 兴顺西乡) är en socken i Kina. Den ligger i den autonoma regionen Inre Mongoliet, i den norra delen av landet, omkring 150 kilometer väster om regionhuvudstaden Hohhot.
Genomsnittlig årsnederbörd är 451 millimeter. Den regnigaste månaden är juli, med i genomsnitt 110 mm nederbörd, och den torraste är januari, med 2 mm nederbörd.